# Universidad San Sebastián
Universidad San Sebastián (Universidade São Sebastião em português, St. Sebastian University em inglês, com a sigla USS) é uma universidade autônoma privada do Chile com sede em Santiago de Chile. 
Também tem campi em Concepción, Valdivia, Osorno e Puerto Montt.
Foi fundado em 1989, e em 2001, ganhou o reconhecimento como uma universidade.
Possui 21.572 estudantes (2011).